# Cuộc gặp Kim Jong-un - Putin
Cuộc họp của Kim-Putin là một loạt các hội nghị thượng đỉnh giữa Triều Tiên và Nga trong năm 2019. Chủ tịch Triều Tiên Kim Jong-un đã gặp Tổng thống Nga Vladimir Putin ngày 25 tháng 4 năm 2019.

## Cuộc gặp đầu tiên
Cuộc họp Nga Triều Tiên đầu tiên vào năm 2019 được tổ chức theo lời mời từ Vladimir Putin, Tổng thống Nga. Liên quan đến hội nghị thượng đỉnh với Triều Tiên, Tổng thống Nga Putin tin rằng phía Kim Jong Un cần các đảm bảo an ninh quốc tế để từ bỏ chương trình và kho vũ khí hạt nhân. Tổng thống Nga Vladimir Putin cũng nói sau khi thảo luận với nhà lãnh đạo Triều Tiên Kim Jong Un vào ngày 25 tháng 4 rằng ông nghĩ rằng các đảm bảo an ninh của Hoa Kỳ có lẽ sẽ không đủ để thuyết phục Bình Nhưỡng đóng cửa tất cả chương trình hạt nhân.

### Chương trình nghị sự
Kim Jong Un yêu cầu nhà lãnh đạo Nga Vladimir Putin giúp giải quyết bế tắc hạt nhân với Mỹ và ông Putin nói với các phóng viên rằng chính Chủ tịch Kim Jong Un đã yêu cầu chúng tôi thông báo cho phía Mỹ về vị trí của ông ta, sau khoảng ba giờ đàm phán ở Thái Bình Dương cảng Vladivostok.
Putin cũng cho biết, không có bí mật nào ở đây. Chúng tôi sẽ thảo luận điều này với người Mỹ và các đối tác Trung Quốc." 

### Phản ứng
Về mối quan tâm của Nga về các chương trình tên lửa và tên lửa đạn đạo hạt nhân của Triều Tiên. Dmitri Trenin, giám đốc của Trung tâm Carnegie Moscow, tuyên bố Tổng thống Nga Putin có thể sẽ truyền cảm hứng cho Chủ tịch Kim tiếp tục các cuộc đàm phán mang tính xây dựng với Washington.
KCNA đưa tin rằng ông Putin chấp nhận lời mời của ông Kim đến thăm Triều Tiên vào thời điểm thuận tiện của Tổng thống Nga.
Kim Sung-han, hiệu trưởng Đại học Nghiên cứu Quốc tế tại Seoul và một cựu Thứ trưởng Bộ Ngoại giao Hàn Quốc bày tỏ ý kiến của mình. Nếu hội nghị thượng đỉnh Hà Nội diễn ra tốt đẹp, Triều Tiên sẽ không cần đến Nga,"  Dmitri Trenin, người đứng đầu Trung tâm Carnegie Moscow, đã viết trên Twitter. Nga Nga sẽ tìm cách ghi điểm ngoại giao bằng cách chứng minh sự liên quan của nó; Bắc Triều Tiên, bằng cách cho thấy nó có các tùy chọn"
KCNA đã đưa tin tuyên bố của nhà lãnh đạo Triều Tiên, hòa bình trên bán đảo Triều Tiên phụ thuộc vào thái độ của Mỹ sau cuộc đối thoại trực tiếp đầu tiên giữa Putin và Kim, có vẻ như Triều Tiên yêu cầu linh hoạt hơn trong việc cho phép các yêu cầu của Bình Nhưỡng giảm bớt lệnh trừng phạt với thỏa thuận hạt nhân, so với lập trường của Mỹ.